# Valensakvedukten

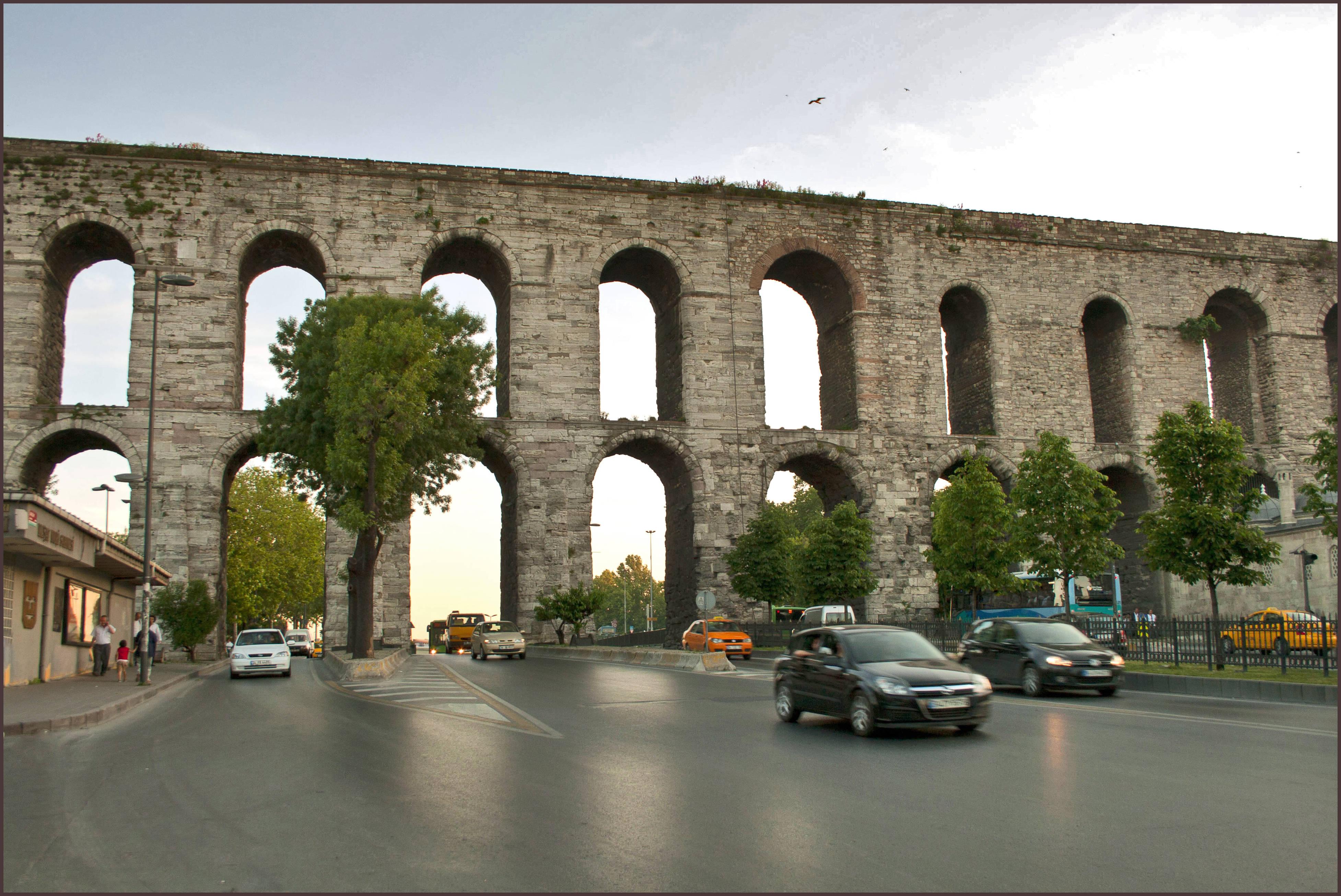
Valensakvedukten

Valensakvedukten (grekiska: Ἀγωγὸς τοῦ ὕδατος Agōgós tou hýdatos; turkiska: Bozdoğan Kemeri) är en romersk akvedukt i Istanbul. Den lät uppföras av den romerske kejsaren Valens på 300-talet och var Konstantinopels huvudsakliga vattenledning under den bysantinska och osmanska tiden. Den löper mellan Istanbuls tredje och fjärde kulle. Akveduktens ursprungliga längd var omkring 750 meter. Flera gånger under historien har akvedukten delvis förstörts, återuppbyggts och utökats. Den löper bland annat över Atatürk Bulvarı och hör till Istanbuls tydligaste landmärken.